# CYP2B6
细胞色素P450 2B6（英語：Cytochrome P450 2B6）是一种由人类CYP2B6基因编码的酶。CYP2B6是细胞色素P450酶家族的一员。与CYP2A6一样，CYP2B6参与尼古丁等许多物质的代谢。

## 引用
1. 1 2  . （原始内容存档于2009-05-11）.